# Princeton (Indiana)
Princeton is een plaats (city) in de Amerikaanse staat Indiana, en valt bestuurlijk gezien onder Gibson County.

## Demografie
Bij de volkstelling in 2000 werd het aantal inwoners vastgesteld op 8175.
In 2006 is het aantal inwoners door het United States Census Bureau geschat op 8641, een stijging van 466 (5,7%).

## Geografie
Volgens het United States Census Bureau beslaat de plaats een oppervlakte van
12,6 km², geheel bestaande uit land. Princeton ligt op ongeveer 128 m boven zeeniveau.

## Plaatsen in de nabije omgeving
De onderstaande figuur toont nabijgelegen plaatsen in een straal van 16 km rond Princeton.